# 1 000 000 000
1 000 000 000 (um bilhão, escala curta (português brasileiro) ou mil milhões, escala longa (português europeu)) é o número natural depois de 999 999 999 e antes de 1 000 000 001.
Em notação cientifica, escreve-se como 1 × 109, A sua designação nos Prefixos do SIU é giga, que significa 1 000 000 000 a unidade base e o símbolo é G.
Um milhar de milhão de anos, em astronomia ou geologia, pode ser chamado de éon.[carece de fontes?]